# Giải bóng đá Cúp Quốc gia 2004
Giải bóng đá Cúp Quốc gia 2004, tên gọi chính thức là Giải bóng đá Cúp Quốc gia – Samsung Cup 2004 vì lý do tài trợ, là mùa giải thứ 12 của Giải bóng đá Cúp Quốc gia do Liên đoàn bóng đá Việt Nam (VFF) tổ chức. Giải đấu diễn ra từ ngày 28 tháng 12 năm 2003 đến ngày 10 tháng 7 năm 2004 với sự tham dự của 12 câu lạc bộ thuộc giải chuyên nghiệp và 12 câu lạc bộ thuộc giải hạng Nhất.
Bình Định trở thành câu lạc bộ thứ hai đoạt cúp hai lần liên tiếp và cũng là đội bóng thứ tư 2 lần giành ngôi vô địch (ba đội trước là Công an Thành phố Hồ Chí Minh, Cảng Sài Gòn và Hải Quan). Cầu thủ Lê Công Vinh (Sông Lam Nghệ An) đoạt danh hiệu vua phá lưới với 5 bàn thắng.

## Giải thưởng
| Vòng đấu | Tiền thưởng     |
| -------- | --------------- |
| Vòng 1   | 10.000.000 VNĐ  |
| Vòng 2   | 15.000.000 VNĐ  |
| Tứ kết   | 10.000.000 VNĐ  |
| Hạng ba  | 50.000.000 VNĐ  |
| Á quân   | 150.000.000 VNĐ |
| Vô địch  | 200.000.000 VNĐ |

## Vòng 1
Theo lịch ban đầu , Thừa Thiên Huế sẽ gặp LG-ACB ở vòng một, đội thắng sẽ gặp Hàng không Việt Nam ở vòng hai. Nhưng do LG-ACB đã sáp nhập với Hàng không Việt Nam và đổi tên thành LG Hà Nội ACB, đội bóng mới này sẽ thay thế vị trí của Hàng không Việt Nam ở vòng hai. Còn đội thay thế LG-ACB ở vòng một là Hòa Phát Hà Nội, đội mới thành lập với các cầu thủ thừa của 2 đội trên.
| Thanh Hóa                        | 3–0      | Quảng Nam   |
| -------------------------------- | -------- | ----------- |
| Mạnh Tường 37' · Thanh Tùng 90+' | Chi tiết | Trần Hậu 5' |

| Thép Việt Úc Hải Phòng | 3–0      | Quân khu 5 |
| ---------------------- | -------- | ---------- |
| Văn Thành · Xuân Ngọc  | Chi tiết |            |

| Đà Nẵng           | 1–1 | Khách sạn Khải Hoàn |
| ----------------- | --- | ------------------- |
|                   |     |                     |
| Loạt sút luân lưu |     |                     |
|                   | 4–1 |                     |

| Thừa Thiên Huế | 1–0      | Hòa Phát Hà Nội |
| -------------- | -------- | --------------- |
| Francesco      | Chi tiết |                 |

| Thép Miền Nam Cảng Sài Gòn            | 2–0      | Cần Thơ |
| ------------------------------------- | -------- | ------- |
| Ngọc Thanh 12' · Quan Huy 73' (ph.đ.) | Chi tiết |         |

| Delta Đồng Tháp | 0–1      | An Giang |
| --------------- | -------- | -------- |
|                 | Chi tiết | 90+3'    |

| Bình Dương            | 4–1      | Bưu điện |
| --------------------- | -------- | -------- |
| - Văn Dũ - Trung Vĩnh | Chi tiết |          |

| Tiền Giang | 2–0      | Quân khu 7 |
| ---------- | -------- | ---------- |
| Yusuf      | Chi tiết |            |

## Vòng 2
| Sông Đà Nam Định            | 2–0      | Thanh Hoá |
| --------------------------- | -------- | --------- |
| Trung Kiên 20' · Amaobi 21' | Chi tiết |           |

| Thép Việt Úc Hải Phòng                            | 1–1      | Thể Công                                      |
| ------------------------------------------------- | -------- | --------------------------------------------- |
| Thế Phong 53'                                     | Chi tiết | Phương Nam 89'                                |
| Loạt sút luân lưu                                 |          |                                               |
| Thế Phong · Trường Giang · Đức Cường · Ngọc Quang | 2–4      | Việt Hoàng · Phương Nam · Hải Long · Anh Tuấn |

| Sông Lam Nghệ An                                                  | 5–0      | Đà Nẵng |
| ----------------------------------------------------------------- | -------- | ------- |
| Công Vinh 13', 59' · Thanh Thưởng 26' · Abbey 53' · Tân Thịnh 66' | Chi tiết |         |

| Thừa Thiên Huế | 4–3      | LG Hà Nội ACB         |
| -------------- | -------- | --------------------- |
|                | Chi tiết | Thanh Châu · Đức Tuấn |

| Bình Định                               | 3–1      | Thép Miền Nam Cảng Sài Gòn |
| --------------------------------------- | -------- | -------------------------- |
| Văn Tâm 19' · Pipat 36' · Minh Mính 78' | Chi tiết | Diachenko 63'              |

| An Giang          | 1–1      | Gạch Đồng Tâm Long An |
| ----------------- | -------- | --------------------- |
| Thanh Danh 79'    | Chi tiết | Tài Em 59'            |
| Loạt sút luân lưu |          |                       |
|                   | 5–4      |                       |

| Ngân hàng Đông Á Thép Pomina | 0–0      | Bình Dương |
| ---------------------------- | -------- | ---------- |
|                              | Chi tiết |            |
| Loạt sút luân lưu            |          |            |
|                              | 1–4      |            |

| Tiền Giang | 0–3      | Hoàng Anh Gia Lai                  |
| ---------- | -------- | ---------------------------------- |
|            | Chi tiết | - Minh Hải 19', 45' - Kiatisuk 40' |

## Vòng tứ kết
Từ vòng tứ kết trở đi, 8 đội bóng được chia làm 2 nhóm thi đấu vòng tròn một lượt trên hai sân vận động Thiên Trường (nhóm A) và Vinh (nhóm B).

### Nhóm A
Các trận đấu diễn ra trên sân vận động Thiên Trường, tỉnh Nam Định.
| VT | Đội               | ST | T | H | B | BT | BB | HS | Đ | Giành quyền tham dự |
| -- | ----------------- | -- | - | - | - | -- | -- | -- | - | ------------------- |
| 1  | Bình Dương        | 3  | 1 | 2 | 0 | 7  | 5  | +2 | 5 | Bán kết             |
| 2  | Thể Công          | 3  | 1 | 1 | 1 | 2  | 3  | −1 | 4 | Bán kết             |
| 3  | Sông Đà Nam Định  | 3  | 1 | 1 | 1 | 6  | 6  | 0  | 4 |                     |
| 4  | Hoàng Anh Gia Lai | 3  | 0 | 2 | 1 | 5  | 6  | −1 | 2 |                     |

1. 1 2  Điểm đối đầu: Thể Công 3, Nam Định 0.

| Thể Công    | 1–3      | Bình Dương                     |
| ----------- | -------- | ------------------------------ |
| Đức Nam 16' | Chi tiết | Huỳnh Điệp 65' · Neto 76', 82' |

| Sông Đà Nam Định                                                     | 4–3      | Hoàng Anh Gia Lai                |
| -------------------------------------------------------------------- | -------- | -------------------------------- |
| Trọng Lộc 20' (ph.đ.) · Tkachenko 40' · Amaobi 65' · Ngọc Lung 90+1' | Chi tiết | Minh Hải 17' · Kiatisuk 86', 88' |

| Hoàng Anh Gia Lai | 0–0      | Thể Công |
| ----------------- | -------- | -------- |
|                   | Chi tiết |          |

| Bình Dương                      | 2–2      | Sông Đà Nam Định |
| ------------------------------- | -------- | ---------------- |
| Bảo Hùng 79' · Trường Giang 90' | Chi tiết | Amaobi 29', 77'  |

| Hoàng Anh Gia Lai             | 2–2      | Bình Dương    |
| ----------------------------- | -------- | ------------- |
| Dusit 28' (ph.đ.) · Tawan 53' | Chi tiết | Neto 45', 63' |

| Thể Công    | 1–0      | Sông Đà Nam Định |
| ----------- | -------- | ---------------- |
| Đình Quý 9' | Chi tiết |                  |

### Nhóm B
Các trận đấu diễn ra trên sân vận động Vinh, tỉnh Nghệ An.
| VT | Đội               | ST | T | H | B | BT | BB | HS  | Đ | Giành quyền tham dự |
| -- | ----------------- | -- | - | - | - | -- | -- | --- | - | ------------------- |
| 1  | Sông Lam Nghệ An  | 3  | 2 | 1 | 0 | 10 | 0  | +10 | 7 | Bán kết             |
| 2  | Hoa Lâm Bình Định | 3  | 2 | 1 | 0 | 4  | 1  | +3  | 7 | Bán kết             |
| 3  | An Giang          | 3  | 1 | 0 | 2 | 4  | 8  | −4  | 3 |                     |
| 4  | Thừa Thiên Huế    | 3  | 0 | 0 | 3 | 1  | 10 | −9  | 0 |                     |

| Hoa Lâm Bình Định                      | 1–3      | Thừa Thiên Huế |
| -------------------------------------- | -------- | -------------- |
| Ngọc Tuấn 38' · Pipat 75', 83' (ph.đ.) | Chi tiết | Thanh Tuấn 20' |

| Sông Lam Nghệ An                                                    | 7–0      | An Giang |
| ------------------------------------------------------------------- | -------- | -------- |
| Công Vinh 11', 44', 67', 90+' · Sandro (ph.đ.) · Văn Quyến 74', 76' | Chi tiết |          |

| An Giang | 0–1      | Hoa Lâm Bình Định |
| -------- | -------- | ----------------- |
|          | Chi tiết | Lê Anh 87'        |

| Sông Lam Nghệ An                                   | 3–0      | Thừa Thiên Huế |
| -------------------------------------------------- | -------- | -------------- |
| Văn Quyến 34' (ph.đ.) · Julien 39' · Công Vinh 89' | Chi tiết |                |

| An Giang                                              | 4–0      | Thừa Thiên Huế |
| ----------------------------------------------------- | -------- | -------------- |
| Công Hoàng 32', 40' · Thanh Danh 38' · Thanh Tiến 55' | Chi tiết |                |

| Sông Lam Nghệ An | 0–0      | Hoa Lâm Bình Định |
| ---------------- | -------- | ----------------- |
|                  | Chi tiết |                   |

## Vòng bán kết
| Bình Dương     | 1–3      | Hoa Lâm Bình Định                             |
| -------------- | -------- | --------------------------------------------- |
| Xuân Thành 34' | Chi tiết | Nirut 72' · Khoa Thanh 82' · Thanh Phương 85' |

| Sông Lam Nghệ An          | 1–2      | Thể Công                             |
| ------------------------- | -------- | ------------------------------------ |
| Julien 27' · Hồng Sơn 86' | Chi tiết | Bảo Khanh 54' · Hải Biên 86' (ph.đ.) |

## Trận chung kết
| Hoa Lâm Bình Định                            | 2–0      | Thể Công      |
| -------------------------------------------- | -------- | ------------- |
| Thanh Phương 87' · Issawa 89' · Văn Hiển 70' | Chi tiết | Thanh Hải 63' |

| Vô địch Cúp Quốc gia 2004 Bình Định Lần thứ hai |

### Tham kha
1. ↑  "Kinh Đô, Samsung: Hai nhà tài trợ cho mùa bóng 2004". Bản gốc lưu trữ ngày 21 tháng 2 năm 2014. Truy cập ngày 3 tháng 2 năm 2014.
2. ↑  "Bắt đầu mùa bóng mới 2004". baobinhdinh.vn. Truy cập ngày 23 tháng 9 năm 2023.
3. ↑  "Vietnam - List of Cup Winners". RSSSF.com.
4. ↑  "Đội Bình Định xếp cùng bảng với SLNA, Thừa Thiên Huế và An Giang". baobinhdinh.vn. Truy cập ngày 15 tháng 9 năm 2023.